# Теодеберт II
Теодеберт II (фр. Théodebert II; 586—612) — король Австразії у 595—612 роках.

## Життєпис

### Регентство
Походив з династії Меровінгів. Син Хільдеберта II, короля Австразії, та наложниці. Рано втратив батька. Він успадкував Австразію, в той час як Бургундію отримав його молодший брат Теодоріх. Регентом в обох королівствах стала бабуся Брунгільда Австразійська.
Періодом невизначеності скористалися Хлотар II, король Нейстрії, та його матір Фредегунда. Їхні війська захопили Париж з околицями. У битві при Лаффо війська Теодеберта II та його брата зазнали нищівної поразки. Втім у 597 році померла Фредегунда, що негативно вплинуло на внутрішню ситуацію в королівстві Нейстрія. Цим скористалася регентша Австразії та Бургундії. У 600 році війська останніх у битві при Дормеля завдали поразки армії Нейстрії. При цьому загинуло так багато народу, що вода в річці Орвенне зупинилася через велику кількість застиглої крові. У результаті мирної угоди Теодеберт II отримав північну частину Нейстрії.

### Королювання
У 601 році Теодеберт II досяг повноліття. Намагаючись зберегти контроль над онуком, Брунгільда одружила його на якійсь Біліхільді, жінці невідомого походження, купленої у работорговців. Проте та виявилися досить норовливою. Під впливом молодої дружини і австразійської знаті король Австразії відмовився коритися бабці та прогнав її, зберігши, втім, за нею скарбницю і особисті володіння. Брунгільда пішла до Бургундії, в результаті чого єдність двох королівств було порушено.
Разом з тим у 602 році війська Теодеберта II разом з армією Бургундії здійснили похід проти Васконії. Горяни були приведені до покори і обкладені даниною, а на їхніх землях створено франкське герцогство.
У 605 році розпочав підготовку до війни з Бургундією. Основні сили було зосереджено у місцині Кверзі, втім у цей час збунтувалися вояки, які вбили мажордома Протадія, одного із завзятіших прихильників війни з Теодоріхом II. У результаті Теодеберт II уклав з останнім мирну угоду.
У 610 році після смерті дружини, можливо, до неї доклав руку Теодеберт II, останній пошлюбив Теодехільду. Відтоді потрапив під вплив більш войовничо налаштованої знаті. Того ж року король вдерся до Ельзасу. Він заманив брата Теодоріха на зустріч до фортеці Сельц і там силою змусив поступитися Ельзасом, Сенонжем, Тургау і частиною Шампані. Алеманія приєдналася до Австразії добровільно.
За цих обставин Теодоріх, король Бургундії, об'єднався з Хлотарем II проти Теодеберта II. При цьому королю Нейстрії обіцяно у разі перемоги повернути область Дентелен.
У 612 році проти Теодеберта II виступив король Бургундії. Король Австразії зазнав поразки у битві під Тулем та Цюльпіху. Проте Теодеберт II набрав нове військо з усіх, кого тільки зміг зібрати, і підійшов до Толбіаку. Там відбулася битва, рівної якій за жорстокістю не було у франків. Різанина з обох сторін була така, що в передніх лавах не було місця, куди б убиті могли б впасти. Вони стояли прямо в своєму строю, тіло підтримувало тіло, як ніби вони ще були живі. Втім Теодеберт II зазнав нищівної поразки й вимушений був тікати до Кельна. Здобувши Кельн, Теодоріх, король Бургундії, заволодів скарбницею Теодеберта II, але останній зі жменькою соратників знову зумів втекти. Якийсь Бертхар, відправлений у наздогін, полонив його.
Тедеберту II вистригли тонзуру і відправили в кайданах до Шалону, а його малолітнього сина Меровея якийсь воїн схопив за п'яти і кинув на камінь, вибивши мізки.
Подальша доля Теодеберта залишилася невідомою. За одними даними, він був убитий за наказом Брунгільди через кілька днів після постригу. За іншими даними, він загинув ще під час здобуття Теодоріхом Кельна.

## Родина
1. Дружина — Білхільда.
Діти:
- Хлотарь (д/н-612)
- Теодегільда
- Регінтруда
- Емма, дружина Едбальда, короля Кенту

2. Дружина — Теодехільда.
Діти:
- Меровей (611—612)